# 安本末子
安本 末子（やすもと すえこ  1943年2月8日 - ）は、日本における生活綴り方日記の代表的著者。在日コリアン。

## 経歴
1943年2月8日、佐賀県東松浦郡入野村（現・佐賀県唐津市肥前町入野）で、長男・喜一、長女・良子、次男・高一の四人兄妹の次女として生まれる。3歳で母を失い、9歳で父とも死別。
一家が神戸に引っ越したのちの1957年、喜一が仕事の過労から病床に伏せっていた時、末子が小学校3年生から5年生の時に書いた日記帳を読んで感動。「これは広く世間の人に読んでもらう値打ちのあるものだ」と確信し、末子の強い反対を押し切って光文社に全17冊を送り、1年ほど後の1958年11月に末子の自慢の兄、高一（たかいち）を指す『にあんちゃん 十歳の少女の日記』と名付けられ出版される。
翌年すぐにNHKラジオが連続ドラマ化し夕方の時間帯に流し始めると、貧困のどん底で助け合いながらも希望を見失わずに力強く生きてゆく兄妹の姿が多くの人の胸を打ち、カッパブックスのこの本は爆発的売れ行きを示した。
同年10月28日、日活が今村昌平監督で映画化 し公開するとこの映画も大評判となり、さらに本の売り上げが大きく伸びベストセラーになった。同年と翌年にはテレビドラマも制作された。
この評判は兄妹の母国、韓国にもすぐに伝わり、日本同様に1959年書籍化、映画化 がおこなわれた。
本の印税などで一家の経済的事情は好転し、末子は兵庫県立兵庫高等学校卒業後早稲田大学へ、高一は慶應義塾大学に進学することができた。
大学卒業後、末子は大手広告代理店でコピーライターとなり、のちに童話作家をめざしたが、1971年、子供のころの肺炎が原因とされる気管支拡張症を発症し2年4カ月の闘病生活をおくる。この頃、左肺を全切除し、以後、右肺だけの片肺生活を余儀なくされる。
1973年10月、見合いで同じ在日コリアンの茨城県日立市の大家族の金属加工業経営者のもとに嫁ぎ、「三村」姓となり、病弱な身体にもかかわらず無事一男一女をもうける。
農業を志した娘、玲子は北海道で暮らし、息子、泰洋は末子の説得により東京の大手広告代理店を辞め父の会社を引き継いだが、夫、相哲は会社創立50周年直後の2014年4月27日に胆管癌により死去。享年83。

## 家族・人物
- 安本家の本籍は、朝鮮（現・韓国）全羅南道宝城郡である。先祖代々朝鮮の名家「両班（やんばん）」の中でも由緒正しい豪農だったが、祖父の代に親友の借金の証文一枚の保証人になったばかりに没落。1927年（昭和2年）、兄妹の両親は新天地を求めて北九州に渡ってきたが、父は結局入野村の杵島炭鉱大鶴鉱業所で臨時雇いの炭鉱夫となり、逆境のうちに一生を終えた。ちなみにこの「両班」という階級は中国の「士大夫」とほぼ同義とされ、長らく支配階級、知識階級であり、儒教の影響が色濃かった。「にあんちゃん」に顕著な、過度なまでの敬語の使い方に、両親や兄、姉からのその影響が認められる[12]。

- 1997年に制作されたドキュメンタリー映画「在日」には、末子の娘、李玲子も出演し、末子の故郷、大鶴炭鉱跡ではロケも行われた[13]。

- 現在の趣味はパソコンの囲碁と手話サークル。会社の難聴者のために時々手話通訳をしている[14]。

## 参考外部リンク
- 死、失業、困窮…くじけない兄妹愛 【あの名作その時代シリーズ】西日本新聞
- アトリエ隼 仕事日記23 大鶴炭鉱の炭鉱町で育った安本末子さんの日記「にあんちゃん」
- 洋々閣　女将の御挨拶 31「にあんちゃん」の町へ